# Acatisia
Acatisia (do grego antigo ακαθίζειν , transl. kathízein "incapaz de sentar") é uma síndrome psicomotora que se manifesta pela impossibilidade de estar parado. Caracteriza-se pela inquietação, ansiedade, formigamento (parestesia), agitação e vontade de mover-se todo o tempo. É frequentemente causada pelo consumo de antipsicóticos.

## Sinais e sintomas
A síndrome pode variar de um leve senso de desassossego ou ansiedade a uma total incapacidade de se manter parado, acompanhado de uma grande ansiedade e disforia severa (que se manifesta como uma enorme sensação de terror), tremedeira e transtornos musculares (principalmente no pescoço e boca - com a sensação de "morder pra dentro"). A condição é difícil para o paciente descrever e é frequentemente diagnosticada erroneamente. 
Quando diagnosticada incorretamente, principalmente se for confundida com piora psicose, mais antipsicóticos podem ser receitados, o que resulta na piora dos sintomas.
A acatisia possui semelhanças com a SPI (sindrome das pernas inquietas).

## Causas
A acatisia pode ser efeito adverso dos neurolépticos, especialmente antipsicóticos de primeira geração como Haloperidol e Clorpromazina, e  não deve ser confundida com manifestações motoras ligadas à ansiedade. Ironicamente interromper bruscamente o uso do antipsicótico frequentemente agrava a acatisia e a ansiedade. Também pode ser causado por inibidores seletivos da recaptação da serotonina, metoclopramida, reserpina, mal de Parkinson e esquizofrenia não tratada. Também pode ocorrer ao interromper os antipsicóticos. Acredita-se que o mecanismo subjacente envolva ativação de receptores de dopamina. 
Também pode estar associado a um quadro de confusão mental (delirium) e menos frequentemente a um antagonista dos canais de cálcio ou a um antibiótico.

## Tratamento
Quando a causa é por uma medicação psiquiátrica pode-se trocar por outra medicação similar, por exemplo, trocar o haloperidol por um antipsicótico atípico de nova geração como olanzapina ou risperidona ou reduzir a dose da medicação original. Outra opção é acrescentar um sedante como uma benzodiazepina como lorazepam ou anticolinérgico como benztropina.
Estudos mostram que betabloqueadores, benzodiazepínicos (principalmente o clonazepam), e anticolinérgicos são eficazes para controlar temporariamente os movimentos involuntários, sendo os betabloqueadores de ação central os mais eficazes no tratamento causado por antipsicóticos.
Complexo de vitamina B e suplementos de ferro também estão indicados quando estão deficientes.
Medicamentos opioides podem ser os necessários para pacientes refratários, e que não respondem aos outros tratamentos. 